# Priboj István
Priboj István, szlovákul Štefan Priboj (1894. május 2. – Zsolna, 1957. október 27.) magyar és szlovák labdarúgó, edző.

## Pályafutása

### Újpesti TE
1922-23-ban ő volt az Újpest első gólkirálya 25 góllal. Ebben az évben a csapattal második lett a bajnokságban.

### A magyar válogatottban
A magyar válogatottban 1919 és 1925 között 6 alkalommal szerepelt és 3 gólt szerzett.

### Csehszlovákia
1925-ben tagja volt a Sparta Praha bajnoki második csapatának. 1926 és 1931 között az 1. ČsŠK Bratislava játékosa volt és az akkor működő mindkét labdarúgó-szövetség (ČSAF, ČSSF) bajnokságában is kétszer-kétszer szerzett első helyet és 1930-ban amatőr bajnokságot is nyert. Játszott még az SK Žilina csapatában is.

### Edzőként
1940 és 1941 között a szlovák labdarúgó-válogatott szövetségi kapitánya volt. 4 mérkőzésen 1 döntetlen és 3 vereség volt a mérlege.

## Sikerei, díjai
- Magyar bajnokság:
  - 2.: 1920-21, 1922-23
  - 3.: 1918-19, 1921-22, 1923-24
  - gólkirály: 1922-23 (25 gól)
- Csehszlovák bajnokság
  - 2.: 1925 (Sparta Praha)

## Statisztika

### Mérkőzései a válogatottban
| Magyarország | Magyarország         | Magyarország              | Magyarország  | Magyarország | Magyarország  | Magyarország | Magyarország | Magyarország |
| #            | Dátum                | Helyszín                  | Hazai         | Eredmény     | Vendég        | Kiírás       | Gólok        | Esemény      |
| ------------ | -------------------- | ------------------------- | ------------- | ------------ | ------------- | ------------ | ------------ | ------------ |
| 1.           | 1919. október 5.     | Bécs, WAC-Platz           | Ausztria      | 2 – 0        | Magyarország  | barátságos   | -            |              |
| 2.           | 1921. április 24.    | Bécs, Simmering-pálya     | Ausztria      | 4 – 1        | Magyarország  | barátságos   | -            |              |
| 3.           | 1922. május 14.      | Krakkó                    | Lengyelország | 0 – 3        | Magyarország  | barátságos   | -            |              |
| 4.           | 1922. szeptember 24. | Bécs, Hohe Warte          | Ausztria      | 2 – 2        | Magyarország  | barátságos   | 2            | 22' 71'      |
| 5.           | 1925. szeptember 20. | Budapest, Üllői úti pálya | Magyarország  | 1 – 1        | Ausztria      | barátságos   | 1            | 36'          |
| 6.           | 1925. október 4.     | Budapest, Üllői úti pálya | Magyarország  | 0 – 1        | Spanyolország | barátságos   | -            |              |
|              | Összesen             |                           |               | 6            | mérkőzés      |              | 3            | gól          |

### Mérkőzései szlovák szövetségi kapitányként
| Szlovákia | Szlovákia            | Szlovákia | Szlovákia    | Szlovákia | Szlovákia    | Szlovákia  | Szlovákia | Szlovákia |
| #         | Dátum                | Helyszín  | Hazai        | Eredmény  | Vendég       | Kiírás     | Gólok     | Esemény   |
| --------- | -------------------- | --------- | ------------ | --------- | ------------ | ---------- | --------- | --------- |
| 1.        | 1940. szeptember 15. | Pozsony   | Szlovákia    | 0 – 1     | Németország  | barátságos | -         |           |
| 2.        | 1941. szeptember 7.  | Pozsony   | Szlovákia    | 1 – 1     | Horvátország | barátságos | -         |           |
| 3.        | 1941. szeptember 28. | Zágráb    | Horvátország | 5 – 2     | Szlovákia    | barátságos | -         |           |
| 4.        | 1941. október 12.    | Bukarest  | Románia      | 3 – 2     | Szlovákia    | barátságos | -         |           |
|           | Összesen             |           |              | -         | mérkőzés     |            | -         | gól       |